# Xã Fall Creek, Quận Hamilton, Indiana
Xã Fall Creek (tiếng Anh: Fall Creek Township) là một xã thuộc quận Hamilton, tiểu bang Indiana, Hoa Kỳ. Năm 2010, dân số của xã này là 51.613 người.